# Wandelaar (schip, 2012)
De Wandelaar is een SWATH-vaartuig van de vloot DAB.

## Functie
De Wandelaar bevindt zich tijdens operaties op ongeveer 12 nautische mijlen voor de Belgische kust in de buurt van Oostende. Hier bevindt zich het loodsstation 'Wandelaar' waarnaar het loodsvaartuig genoemd is. Het vaartuig functioneert als uitvalsbasis van waaruit zeeschepen worden beloodst, deze operatie gebeurt in twee richtingen. De Wandelaar is ingericht met een aantal comfortabele kajuiten waarin de loodsen kunnen rusten tussen twee loodsbeurten in. Verder is er op de Wandelaar een goed uitgeruste keuken om de loodsen te voorzien in al hun comfort. De kenmerkende stabiliteit van SWATH-schepen is nodig om het de loodsen tijdens hun rust zo comfortabel mogelijk te maken. Voor de komst van de Wandelaar werd deze functie ingevuld door de oudere loodsboten, Vloot DAB bezit nog twee van deze schepen. Deze schepen vervoeren nu voornamelijk loodsen tussen Vlissingen, Oostende en de Wandelaar of vervangen de Wandelaar wanneer deze tijdelijk niet kan uitvaren. Deze loodsboten zijn veel minder stabiel en zijn minder modern waardoor deze minder comfortabel zijn voor de loodsen die soms maar zeer korte pauzes hebben.

## Beloodsing
De beloodsing van een te beloodsen vaartuig is afhankelijk van het weer en van het vrijboord. Indien het weer niet te slecht is en het te beloodsen vaartuigen een groot genoeg vrijboord heeft wordt een kleinere SWATH gebruikt. Deze kleinere SWATH komt langszij de Wandelaar neemt de loods aan boord en brengt deze naar het te beloodsen schip. Indien het weer te slecht is of het vrijboord van het te beloodsen vaartuig te klein is worden er jollen gebruikt. De jol is een klein vaartuigje met een grote snelheid dat de Wandelaar te water kan laten via een kraan. Deze jollen worden bestuurd door de matrozen van de Wandelaar, deze manier is minder comfortabel aangezien men hier niet afgeschermd is van het weer.